# Alexander Michailowitsch Anaschkin
Alexander Michailowitsch Anaschkin (russisch Александр Михайлович Анашкин; * 6. Junijul. / 19. Juni 1902greg. in Wladikawkas; † 1985) war ein sowjetischer Luftfahrtingenieur.

## Leben
Anaschkin stammte aus einer Terek-Kosaken-Familie und war der einzige Sohn mit vier älteren Schwestern. Er half seinem Vater beim Familienunterhalt als Schlosser und Chauffeur in der Eisenbahnwerkstatt, in der Eisengießerei und im Eisenbahn-Kraftwerk. Anaschkin absolvierte das Terek-Kosaken-Schulseminar Wladikawkas und studierte zunächst am 1918 eröffneten Polytechnischen Institut Wladikawkas und dann am Polytechnischen Don-Institut in Nowotscherkassk. Mit dem Projekt eines 12-Zylinder-V-Flugzeugmotors schloss er 1929 sein Studium ab.
Nach dem Studium wurde Anaschkin nach Saporischschja in das Werk Nr. 29 geschickt (1933 P.-I.-Baranow-Werk Nr. 29 des Volkskommissariats für Luftfahrtindustrie, 1943 Werk Nr. 478 des Volkskommissariats und dann Ministeriums für Luftfahrtindustrie, 1954 Postfach 18, 1962 Saporoscher I.-P.-Baronow-Motorbau-Werk (SMS), 1974 Saporoscher Motorbauproduktionsverbund, 1981 PO Oktoberrevolution-Motorbau, 1991 Motor-Sitsch-Werk und AO Motor Sitsch). Dort begann er seine Arbeit als Konstrukteur, wurde Leitender Ingenieur, Leiter des Büros für Verbesserungen und dann Vizechef der Abteilung für Konstruktion und Technologie. Eine seiner ersten bedeutenden Arbeiten war die Mitwirkung an der Entwicklung und Einführung in die Serienproduktion des von Arkadi Schwezow konstruierten ersten sowjetischen Serien-Flugzeugmotors Schwezow M-11. Mit dem M-11 flogen die Flugzeuge Polikarpow Po-2, Jakowlew UT-1, Schawrow Sch-2 u. a. Anaschkin nahm an den Entwicklungen der Motoren M-85, M-87, M-87B, M-88 und M-88B auf der Basis des lizenzierten französischen Motors Gnome-Rhône 14K Mistral Major teil, die in den Flugzeugen Tupolew DB-2, Iljuschin DB-3, ANT-35, Iljuschin Il-4, Suchoi Su-2 und Polikarpow I-180 eingesetzt wurden.
Im Deutsch-Sowjetischen Krieg war das Werk in Omsk evakuiert. Anaschkin leitete die Arbeiten zur Serienfertigung des Motors Schwezow ASch-82 für die Jagdflugzeuge Lawotschkin La-5, La-9, La-11, den Bomber Tupolew Tu-2 und die Verkehrsflugzeuge Iljuschin Il-12 und Il-14.
Nach dem Krieg kehrte Anaschkin nach Saporischschja zurück und baute mit anderen in den Ruinen des Werks Nr. 478 das Experimental-Konstruktionsbüro OKB-478 auf (ab 1966 Maschinenbau-Konstruktionsbüro Progress). Dort entwickelte er zusammen mit Alexander Iwtschenko und Wladimir Lotarjow die Motoren AI-4G, Iwtschenko AI-14 und AI-26 für die Flugzeuge Jakowlew Jak-12, Jak-18, Antonow An-14 und die Hubschrauber Kamow Ka-10, Ka-15, Ka-18, Ka-26 und Mil Mi-1. Anaschkin leitete dann als Vizekonstruktionsbüroleiter und Chefingenieur die Entwicklungen der Turboprop-Triebwerke Iwtschenko AI-20, AI-24 und des Turbofan-Triebwerks AI-25 mit den Modifizierungen. Dann war Anaschkin verantwortlich für die Starter-Triebwerke AI-7, AI-8, AI-9.
Daneben wurden in den Jahren 1953–1968 unter Anaschkins Führung im Auftrag der Regierung Motoren für andere Anwendungen in der Volkswirtschaft hergestellt. So wurde die Kettensäge Druschba für die Mechanisierung der Forstwirtschaft in Serie hergestellt. 1962 entstanden im Auftrag des Ministeriums für Erdöl- und Erdgas-Industrie AI-23-Gasturbinentriebwerke für Bohrplattformen.

## Ehrungen, Preise (Auswahl)
- Medaille „Für heldenmütige Arbeit im Großen Vaterländischen Krieg 1941–1945“
- Stalinpreis III. Klasse für die neuen Hubschraubermotoren (1948)[2]
- Orden des Roten Banners der Arbeit
- Orden des Roten Sterns
- Ehrenzeichen der Sowjetunion (zweimal)
- Goldmedaille der Expo 58 für die Kettensäge Druschba (1958)[2]
- Bronzemedaille, Kleine Silbermedaille, Große Silbermedaille, 2 Goldmedaillen der Ausstellung der Errungenschaften der Volkswirtschaft der UdSSR
- Jubiläumsmedaille „Zum Gedenken an den 100. Geburtstag von Wladimir Iljitsch Lenin“